# 蔣中正所獲榮譽列表

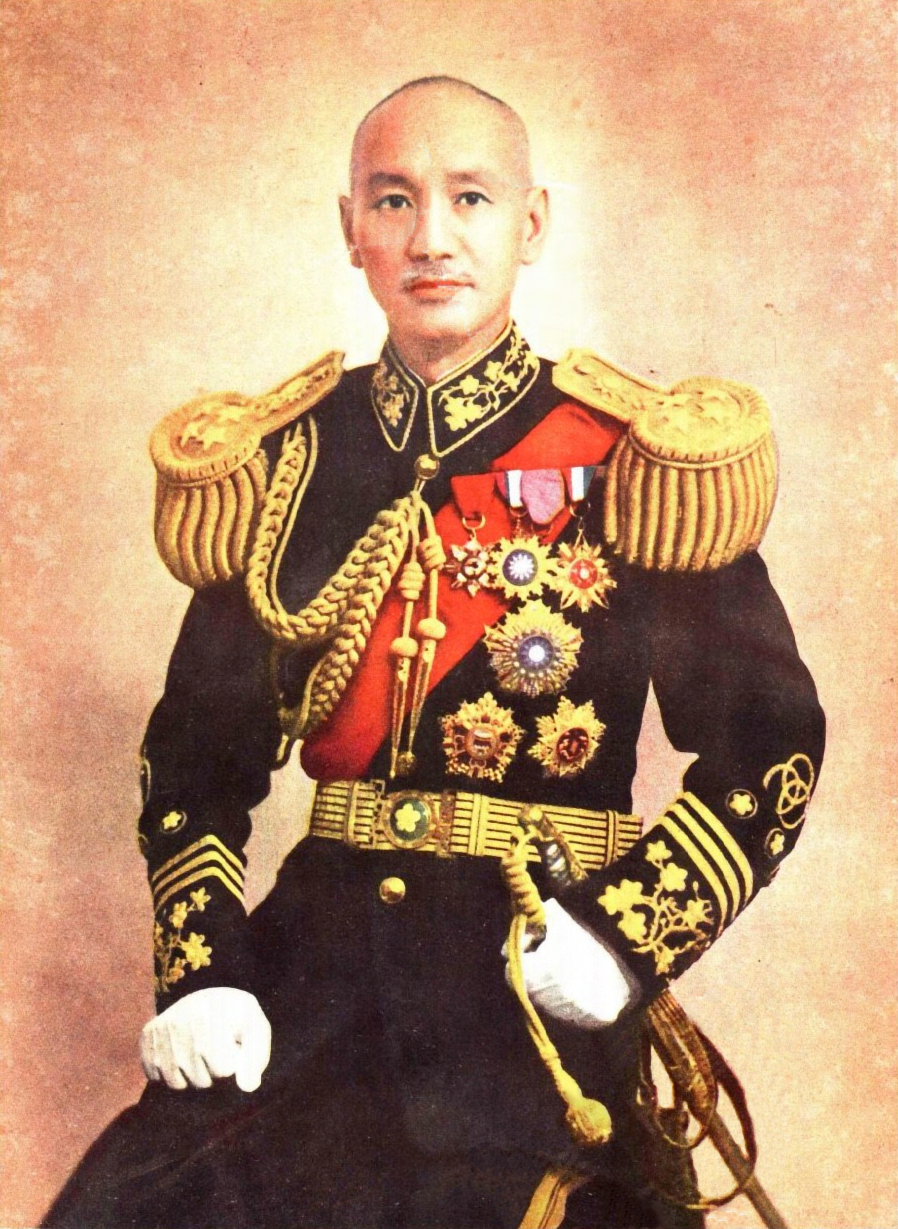
1943年蔣中正就任國民政府主席著大禮服肖像

此列表列举了蔣中正一生所获得的荣誉：

## 軍事頭銜
- 1942年1月5日：受同盟國推举，就任中国战区最高统帅[1]。
- 1943年7月7日，獲頒盟軍中國戰區最高統帥勳章[2]。

## 政治頭銜
- 共产国际中央执行委员会名誉常委（1926年选举），是首位位列國際共產中央的華人和職位最高者。

## 荣誉军衔
- 1935年4月1日：任命為特級上將，即“大元帅”，是中国近现代军事人物中唯一獲此軍銜者，因此被西方人简称Gimo（来源于Generalissimo[3]）
- 1937年8月12日 （中国农历七月初七）：就任海陆空军大元帅[4]

## 名誉职务
- 國立中央大學永遠名譽校長（1944年）：國立中央大學今為大陸的南京大學和在台復校的國立中央大學。
- 黃埔軍校名譽校長（1946年）
- 國立政治大學永遠名譽校長（1947年）
- 中央警察大学名誉校长（1945年）
- 武岭中学名誉校长
- 奉化孤儿院名誉董事长
- 中国红会名誉会长（1933年—1949年）

## 名譽學位
- 比利時列日大學哲學文學名譽博士學位，1946年8月21日授。
- 美国博俊大学（英语：Bob Jones University）荣誉法学博士，1952年授。

## 勳章及獎章

### 中華民國勳章
- 国光勋章
- 青天白日勋章 （1931年授）。祝詞：完成北伐統一中國大業。入臺后，蔣在重要場合經常佩戴“特壹青天白日勋章”，此勳章在2013年7月拍出約2800萬新台幣的天價，創造了當時中國及亞洲制勳章拍賣最高價[5]。
- 一等空军复兴勋章
- 一等宝鼎勋章（級別：一等特种大绶，1930年授）
- 采玉大勋章 （1934年授）
- 一等云麾勋章（1936年授）
- 一等景星勳章（1943年授）[6]
- 一等卿雲勳章（1944年授）[7]
- 醒獅勳刀

### 外國勳章
- 美国：
  -  功勳獎章總司令級（1943年7月7日授），為首位華人獲得者和唯一華人生前獲得者[8]。
  -  陸軍傑出服役勳章（1946年3月）
- ：
  -  建國勳章（1953年11月27日）
  -  無窮花大勳章（1966年2月15日）
- 泰國：
  -  王室友谊勋章（英语：Order of the Rajamitrabhorn）（1963年6月5日）
- ：
  -  杜阿尔特、桑切斯及梅亚勋章（英语：Order of Merit of Duarte, Sánchez and Mella）（1940年1月）
  -  哥伦布勋章（英语：Order of Christopher Columbus）（1948年7月）
  -  哥伦布勋章（英语：Order of Christopher Columbus）大十字勋位（1971年10月）
- 菲律賓：
  -  菲律賓功勳勳章（英语：Philippine Legion of Honor）總司令勳位（1949年授）[9]
  -  西加都納勳章（英语：Order of Sikatuna）大頸飾級（1960年5月2日）[10]
- 哥伦比亚：
  -  博亚卡勋章（英语：Order of Boyaca）（1963年10月）
- 英国：
  -  巴斯勳章（1941年特授[11]）
- 秘魯：
  -  秘魯太陽勳章（1944年10月）
- 捷克斯洛伐克：
  -  白獅勳章（1945年5月30日）
- 法國：
  -  法国荣誉军团勋章大十字勋位，大绶章加星章；為华人中唯一获得者。
- 智利：
  -  功勳勳章（英语：Order of Merit (Chile)）（1944年1月29日）
- 墨西哥：
  -  阿茲特克之鷹勳章（英语：Order of the Aztec Eagle）（1945年4月）
- 希臘王國：
  -  救世主勳章大十字級（1957年3月22日授）
- 约旦：
  -  復興勳章（英语：Supreme Order of the Renaissance）（1959年3月9日）
- 巴西：
  -  南十字勳章（英语：Order of the Southern Cross）（1944年）
- 義大利：
  -  聖莫里斯及拉撒路大綬章（英语：Order of Saints Maurice and Lazarus）（1948年4月授）
- 瑞典：
  -  最高皇家六翼天使勳章（1948年6月4日授）
- 西班牙第二共和国：
  -  天主教伊莎貝拉勳章（英语：Order of Isabella the Catholic）（1936年5月）
- 西班牙國：
  -  公民功勋勋章（英语：Order of Civil Merit）颈饰（1965年2月23日批准[12]，1965年7月2日于台北总统府授予[13]）
- 委內瑞拉：
  -  解放者勳章（英语：Order of the Liberator）（1954年7月）
- 越南共和国：
  -  金磬（英语：Kim Khánh）一面（1960年1月）
- 比利时：
  -  利奧波德勳章總司令級（1946年6月4日），華人唯一獲得者。
- 马拉维：
  -  一等雄獅項環勳章（英语：Order of the Lion (Malawi)）（1967年8月5日）
- 玻利维亚：
  -  安地斯神鹰勋章（英语：Order of the Condor of the Andes）（1966年3月）
- ：
  -  冈比亚共和国勋章（俄语：Орден Республики Гамбия）（1972年11月）
- 阿根廷：
  -  解放者圣马丁勋章（英语：Order of the Liberator General San Martín）（1960年10月）
- ：
  -  格查尔勋章（1956年12月7日）
- 尼加拉瓜：
  -  米格尔·拉雷纳加国家勋章（俄语：Орден Мигеля Ларрейнага）（1974年11月）
  -  鲁本·达里歐勋章（西班牙语：Orden de la Independencia Cultural Rubén Darío）元首級（1958年10月授）
- 巴拿马：
  -  瓦斯科·努涅斯·德·巴尔沃亚勋章（英语：Order of Vasco Núñez de Balboa）（1960年2月）
- 巴拉圭：
  -  國家功績勳章（英语：Национальный орден Заслуг (Парагвай)）勳環級（1962年5月授）

蔣中正獲瑞典最高皇家六翼天使勳章
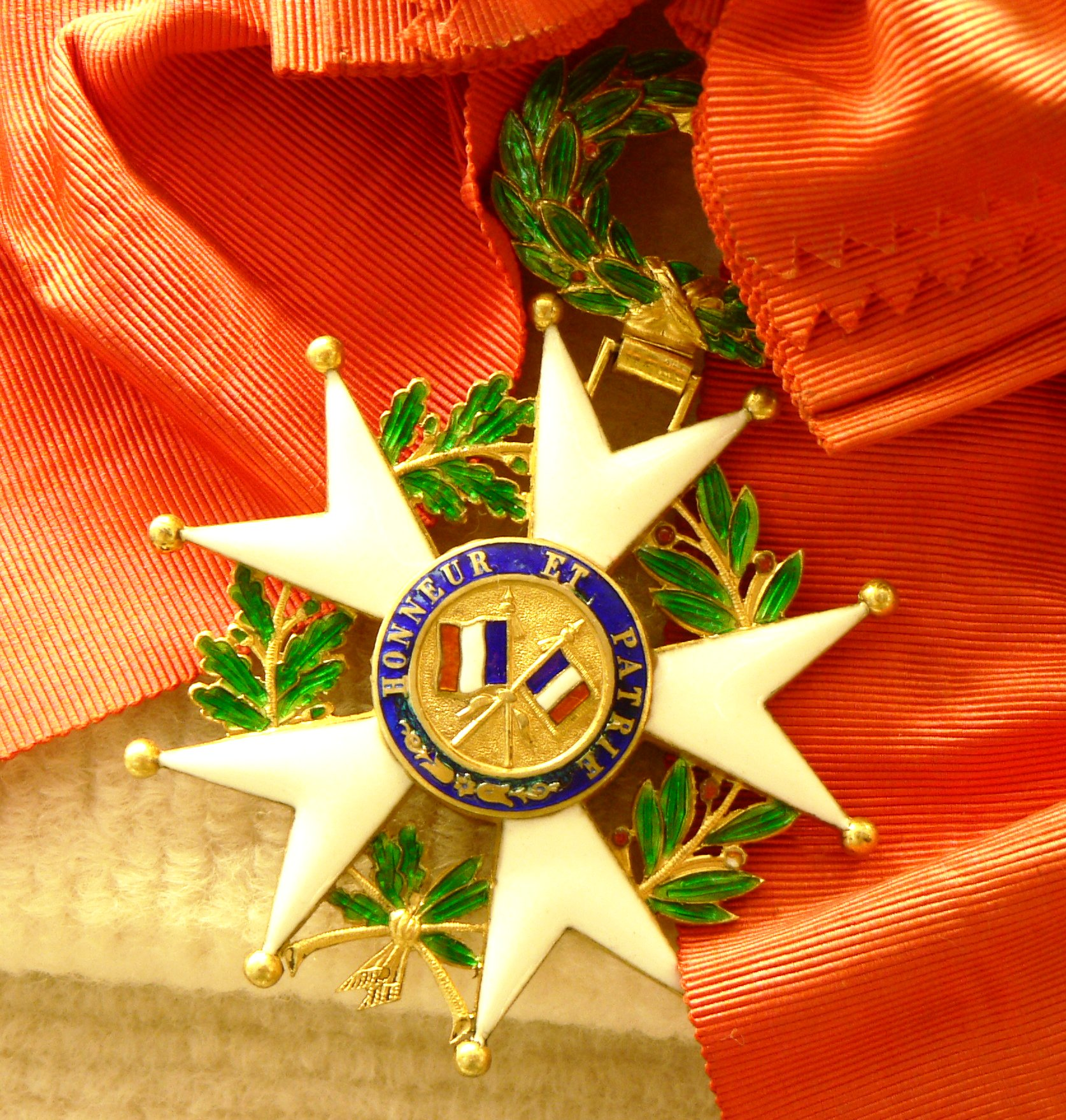
蔣中正獲法國榮譽軍團勳章
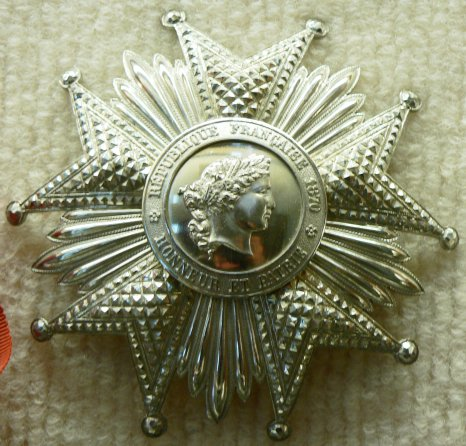
蔣中正獲法國榮譽軍團勳章
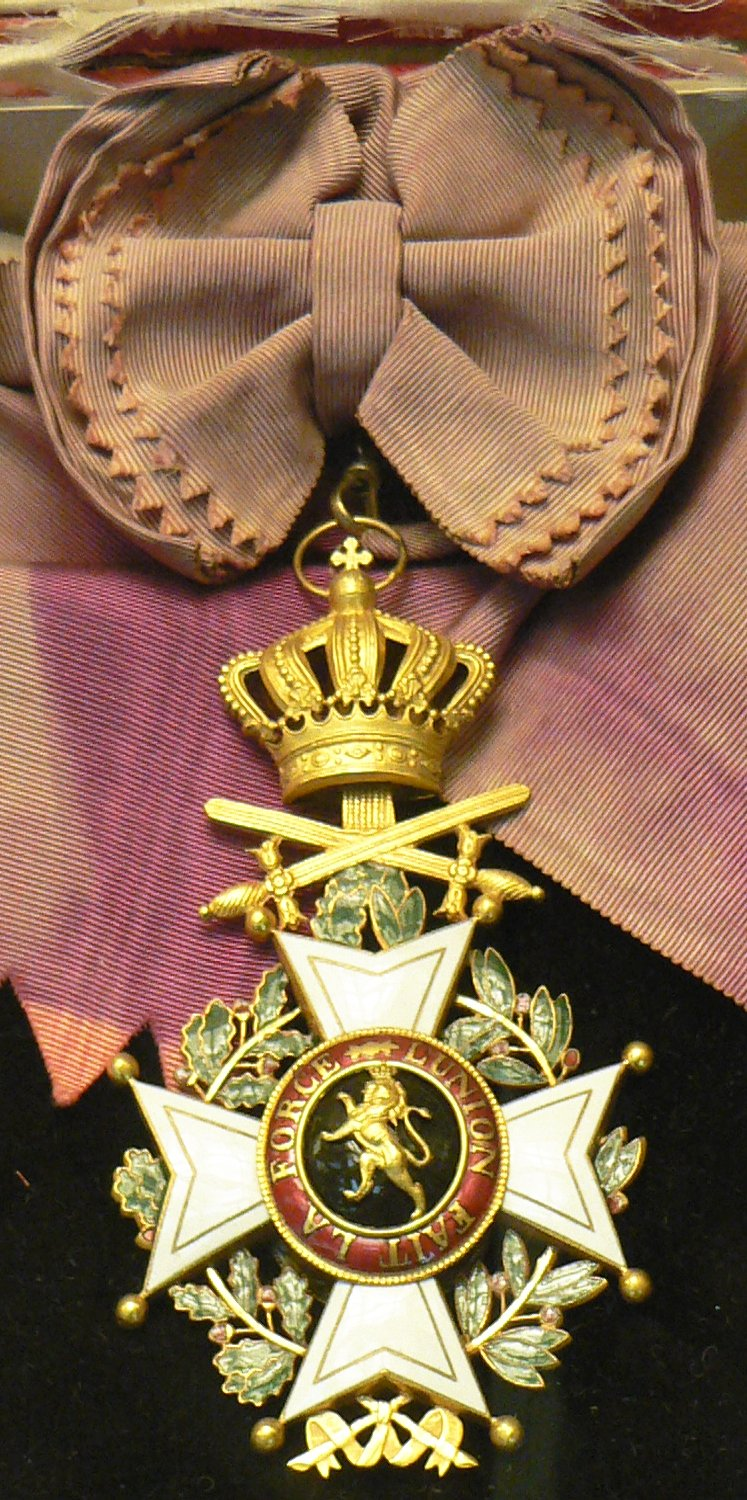
蔣中正獲比利時利奧波拿勳章
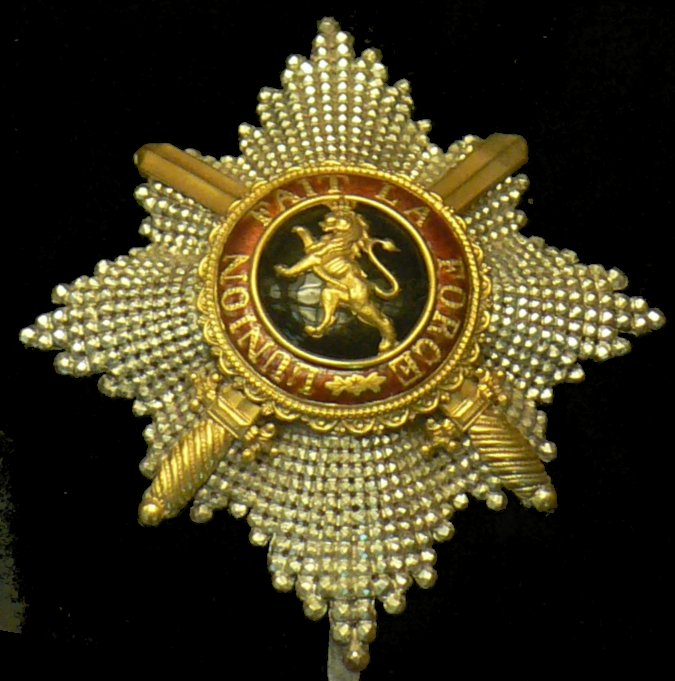
蔣中正獲比利時利奧波拿勳章
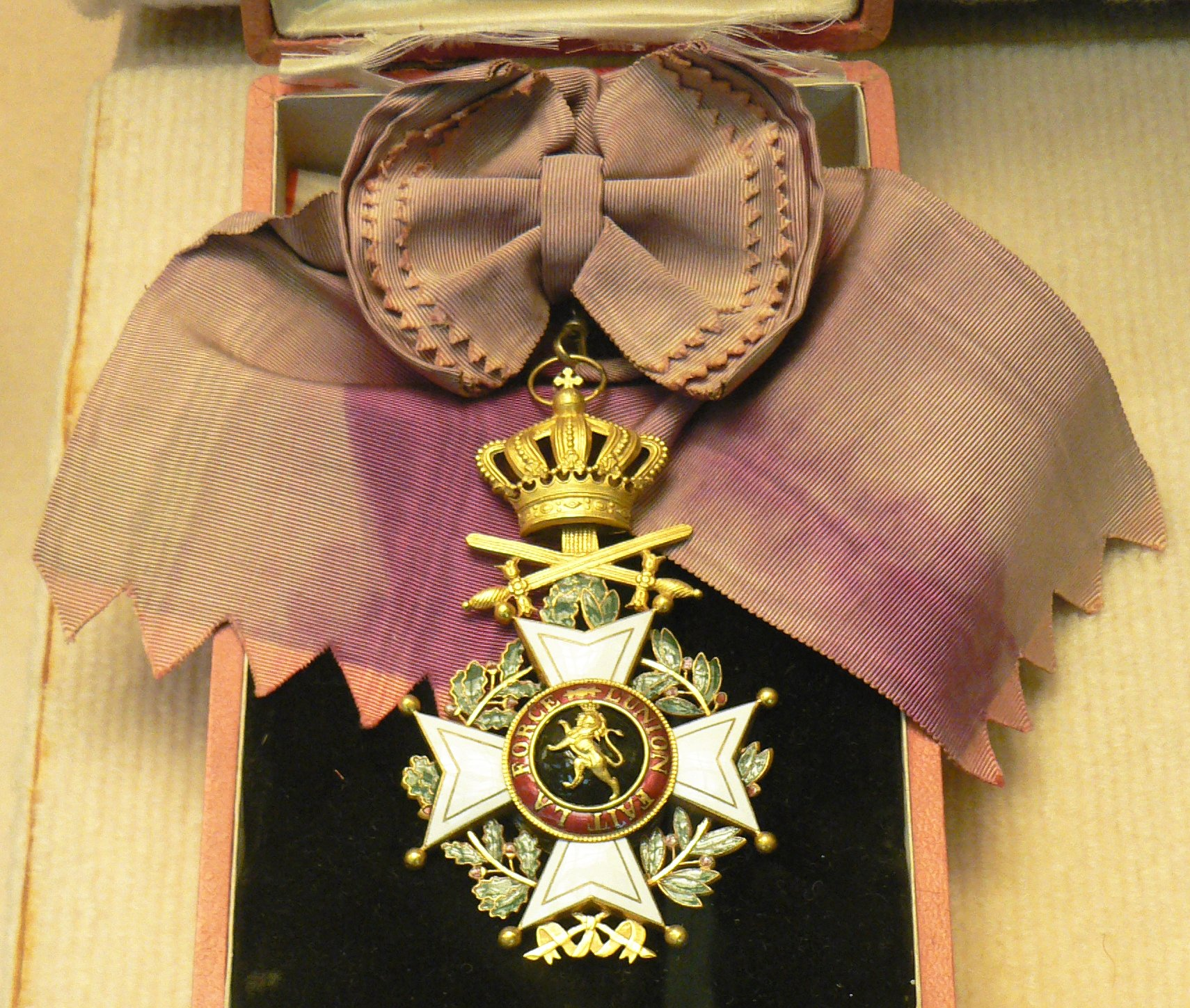
蔣中正獲比利時利奧波拿勳章

## 纪念票币
以下貨幣、紀念幣或郵票上有蔣中正像：
- 中华民国大陆时期流通货币、价券
  - 蒋中正头像银币，面值半元
  - 蒋中正头像税票，面值二分
- 蒋中正八十大寿纪念金币（1966年发行）
- 蒋中正逝世一周年纪念邮票（1976年发行）
- 蔣中正九秩誕辰紀念金幣、銀幣（1976年10月31日發行），今藏英國大英博物館[14]。中正紀念堂內之展示廳亦有收藏。
- 市面流通新台币
  - 硬幣
    - 新台币面值一元硬币，正面，蒋中正侧面头像（1981年始发行）
    - 新台币面值五元硬币，正面，蒋中正侧面头像（1981年始发行）
    - 新台币面值十元硬币二种其一，蒋中正正面头像（1981年始发行，仍在使用）

  - 紙幣
    - 第三套橫式新臺幣面值伍佰元，正面，蒋中正正面头像（1980年2月25日发行，2002年7月1日停用）
    - 第三套橫式新臺幣面值一千元，正面，蒋中正正面头像（1980年2月25日发行，2002年7月1日停用）
    - 第四套橫式新臺幣面值一千元，正面，蒋中正正面头像（1982年6月15日发行，2002年7月1日停用）
    - 第五套橫式新臺幣面值二百元纸钞，蒋中正半身坐像（2002年1月2日始发行）

## 命名纪念
- 中正路：台灣境內多條道路以蔣中正之名來命名。
- 中正勳章：以蔣中正之名來命名。
- 蔣公誕辰紀念日
- 蔣公逝世紀念日
- 蔣公紀念歌
- 國立中正紀念堂：世界最大单体名人纪念建筑[來源請求]

## 其他
- 中正神社：為日本民衆爲感激蔣中正對日本戰敗後的寬大對待而建，今位于愛知縣幸田町。
- 以德報怨之碑 ：1985年4月建立，今位于千葉縣市岬町江場土。
- 蔣公頌德碑：1987年建立，今位于橫濱市伊勢山皇大神宮[15]。
- 蔣公遺德顯彰會
- 生前共10次登上美國《时代》周刊封面主題人物，為歷史上華人在世時最多者：
  - 1927年4月4日，蔣中正肖像首次登上美國《時代》週刊封面。蔣被美方稱為“蔣介石將軍”。週刊小標題“征服者”，主題“Rose out of Sun set”（孫中山之後崛起）。
  - 1931年10月26日，蔣中正肖像（與夫人一起）第二次登上美國《時代》週刊封面，第一次以夫妻形式出現。講述蔣掌控黃埔和面對來自日本侵略的威脅。
  - 1933年12月11日，蔣中正肖像第三次登上美國《時代》週刊封面，為戎裝騎馬遠眺姿態。主題為“中國領導人蔣介石將軍”。
  - 1936年2月24日，蔣中正肖像第四次登上美國《時代》週刊封面，同時登上封面的還有當時大日本帝國天皇裕仁，蘇聯領導人斯大林，滿洲國皇帝溥儀。主題為“一旦犯错即犹如爆竹爆炸”。
  - 1936年11月9日，蔣中正肖像第五次登上美國《時代》週刊封面，為戎裝持軍刀坐像。
  - 1937年，蔣中正和蔣宋美齡榮登時代年度風雲人物，為時代雜誌創刊以來首對獲選夫妻和首次華人年度封面（第六次）。
  - 1942年6月1日，美國《時代》週刊封面：蔣介石（第七次）。
  - 1945年9月3日，蔣中正肖像第八次登上美國《時代》週刊封面，蔣戎裝戴軍帽，背景為中華民國青天白日國徽。主題為“八年抗戰之後，和平經受挑戰”。
  - 1948年12月6日，蔣中正肖像第九次登上美國《時代》週刊封面，主題為國共內戰。
  - 1955年，蔣中正肖像最後一次登上美國《時代》週刊封面，講述蔣統治下的台灣。

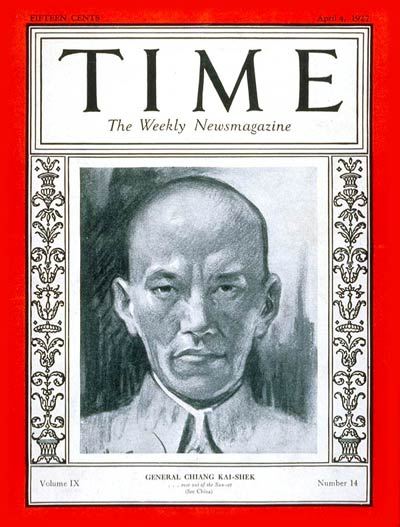
美國《時代》雜誌1927年4月4日號：蔣中正北伐軍總司令
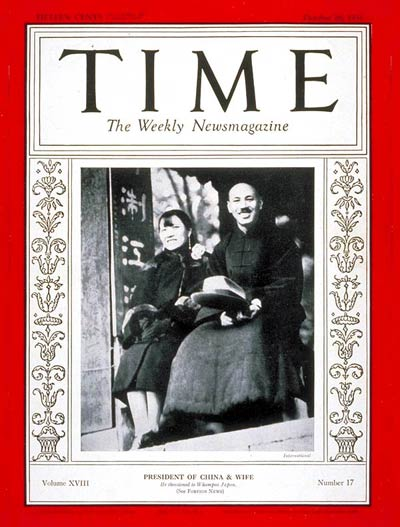
美國《時代》雜誌1931年10月26日號：蔣中正蔣宋美齡國民政府主席及其夫人
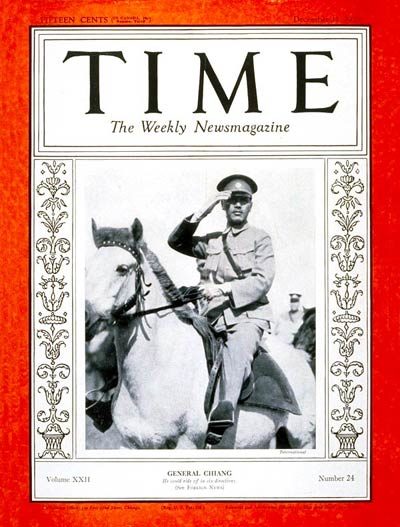
美國《時代》雜誌1933年12月11日號：蔣中正國民政府軍事委員會委員長